# Констанс Беннетт
Констанс Кемпбелл Беннетт (англ. Constance Campbell Bennett; 22 жовтня 1904 — 24 липня 1965) — американська акторка, продюсерка і підприємиця.

## Біографія
Народилася в Нью-Йорку в акторській сім'ї Едріенн Моррісон і Річарда Беннетта. Дві сестри: Барбара і Джоан — також стали акторками. В юності хотіла піти в монастир, але тяга до акторського мистецтва взяла гору. 
Дебютувала в 1916 році в одному з німих фільмів. У наступні кілька років Беннетт продовжувала зніматися до вступу в шлюб у 1925 році, після чого залишила кінематограф. Повернулася уже в звукові фільми після розлучення в 1929 році. Констанс Беннетт за короткий термін досягла значних успіхів на великому екрані роботами в картинах «Найпростіший шлях» (1931) і «Скільки коштує Голлівуд?» (1932). У 1940-х акторка стала менш затребуваною на великому екрані, але продовжувала багато працювати в театрі і на радіо. У той же час Беннетт заробила великі статки власною компанією з виробництва косметики та одягу. 
Останньою її кінороллю стала свекруха героїні Лани Тернер в драмі «Мадам X», що вийшла на екрани в 1966 році вже після смерті Констанс Беннетт від крововиливу в мозок в липні 1965 року. Похована на Арлінгтонському кладовищі у Вашингтоні як дружина бригадного генерала.
Внесок Констанс Беннетт у розвиток американської кіноіндустрії відзначений зіркою на Голлівудській алеї слави, розташованою поблизу зірки її сестри Джоан Беннетт.

## Вибрана фільмографія
- 1925 — Саллі, Ірен і Мері / Sally, Irene and Mary
- 1932 — Скільки коштує Голлівуд?
- 1938 — Весело ми живемо